# Pterocirrus nidarosiensis
Pterocirrus nidarosiensis är en ringmaskart som beskrevs av Pleijel 1987. Pterocirrus nidarosiensis ingår i släktet Pterocirrus och familjen Phyllodocidae. Arten är reproducerande i Sverige. Inga underarter finns listade i Catalogue of Life.